# Iglesia de Santa Brígida (Norrköping)
La Iglesia de Santa Brígida (en sueco: Sankta Birgitta katolska församling que quiere decir "Parroquia católica de Santa Brígida" y también llamada Sankta Birgittakyrkan) es el nombre que recibe un edificio religioso afiliado a la Iglesia católica que funciona como una parroquia en Norrköping una ciudad en la provincia de Östergötland en Suecia. La congregación pertenece a la Diócesis de Estocolmo (Stockholms katolska stift).
El cura católico Bernard zu Stolberg se instaló en 1897 en Norrköping , con el objetivo de construir una iglesia. Stolberg fue el vicario parroquial en el período comprendido entre los años 1897 y 1925 .
En 1903 estableció una capilla en Skolgatan 24. Ahí se ubicó la capilla católica durante 25 años. La Iglesia de Santa Brígida fue consagrada sólo en 1928. En 1939, la parroquia fue reconocida oficialmente. El edificio consta de dos naves con 153 asientos. El exterior tiene una fachada de mármol.